# Kazimierz Askanas
Kazimierz Askanas (ur. 7 marca 1909 w Płocku, zm. 31 marca 1994 tamże) – polski adwokat i działacz regionalny związany z Płockiem. 

## Życiorys
Uczył się w I Państwowym Gimnazjum im. Władysława Jagiełły w Płocku. W 1931 ukończył studia na Uniwersytecie Warszawskim, a w 1976 uzyskał stopień doktora praw na Uniwersytecie Mikołaja Kopernika. Od 1931 do 1937 pracował jako aplikant i podprokurator Sądu Okręgowego w Płocku, następnie zaś do wybuchu II wojny światowej jako adwokat. W czasie okupacji niemieckiej walczył w Armii Krajowej. Po zakończeniu wojny  w 1945 podjął pracę jako radca prawny w Prezydium Miejskiej Rady Narodowej (Urzędzie Miejskim), którą wykonywał do 1965. Jednocześnie w latach 1945–1947 był radnym Miejskiej Rady Narodowej, a od 1952 kierował Zespołem Adwokackim w Płocku. 
Był zaangażowany w sprawy regionu płockiego. W latach 1958–1963 pełnił obowiązki prezesa oddziału Polskiego Towarzystwa Historycznego. Z jego inicjatywy powstało czasopismo Notatki Płockie, którego redakcji był członkiem. Od 1950 sprawował funkcję wiceprezesa Towarzystwa Naukowego Płockiego. Był działaczem Klubu Artystycznego Płocczan. 
Zasiadał w Komitecie Badań Rejonów Uprzemysłowionych PAN (1960–1968) oraz Radzie Programowej Ośrodka Badań Adwokatury (od 1976). Był współzałożycielem Towarzystwa Przyjaciół Żołnierza. 
Odznaczony Złotym i Srebrnym Krzyżem Zasługi, Medalem Komisji Edukacji Narodowej oraz Krzyżem Kawalerskim Orderu Odrodzenia Polski. Uhonorowany złotą odznaką Zasłużony Adwokaturze. 
Jest autorem licznych prac naukowych i popularnonaukowych.

### Adwokatura
Na posiedzeniu w dniu 14 czerwca 1975 roku Naczelna Rada Adwokacka w Warszawie w drodze podjętej uchwały, postanowiła utworzyć dodatkowe izby adwokackie, między innymi w Płocku. Zadanie to z ramienia Rady Adwokackiej w Warszawie powierzono Kazimierzowi Askanasowi. Jako pełnomocnik z chwilą rozpoczęcia tworzenia izby nie dysponował zarówno środkami finansowymi jak i zapleczem lokalowym. 
Pierwszą siedzibą rady został wynajęty wolnostojący budynek przy ulicy Kolegialnej 34 o łącznej powierzchni 75 m². Umowę najmu poprzedziła decyzja o przydziale lokalu użytkowego wydaną przez Wojewodę Kazimierza Janiaka. 
W dniu 25 października 1975 roku, podczas zebrania Komitetu Wyborczego została ustalona lista kandydatów, na której znalazł się Kazimierz Askanas jako kandydat do nowo powstającej Wojewódzkiej Rady Adwokackiej w Płocku, a następnie w wyniku przeprowadzonych wyborów w dniu 15 listopada 1975 roku stał się jej członkiem.
Witold Grzegorczyk, Jolanta Tymińska-Góralczyk, Honorata Żółtowska-Szostek: 40-lecie Izby Adwokackiej w Płocku. Płock: WN Novum Sp. z o. o., 2015. ISBN 978-83-62709-94-6. Brak numerów stron w książce

## Miejsce spoczynku
Został pochowany na cmentarzu miejskim parafii św. Bartłomieja.

## Wybrane publikacje
- Dziesięć wieków Płocka: wybrane tematy, Wydanie Wyd. 3 zm. i rozsz., Towarzystwo Naukowe Płockie, Płock 1969.
- Brązowe drzwi płockie w Nowogrodzie Wielkim, Towarzystwo Naukowe Płockie, Płock 1971.
- Przestępczość w uprzemysławianym mieście: przemiany w dynamice i strukturze przestępczości dorosłych w Płocku w latach 1959-1968, Państwowe Wydawnictwo Naukowe, Warszawa 1977.
- Sztuka Płocka, Wydanie Wyd. 3 popr. i rozsz., Towarzystwo Naukowe Płockie, Płock 1991